# Elseya albagula
Elseya albagula är en sköldpaddsart som beskrevs av Scott Thomson, Arthur Georges och Colin J. Limpus 2006. Arten ingår i släktet Elseya och familjen ormhalssköldpaddor. Inga underarter finns listade i Catalogue of Life. Elseya albagula är helt vattenlevande och kommer mycket sällan upp på land, arten är mestadels växtätare och livnär sig på frukt och blommor som fallit ned i vattnet, fintrådiga alger och vattenväxter.

## Utbredning och habitat
Elseya albagula återfinns vid utflödena till floderna Mary, Burnett och Fitzroy i sydöstra Queensland i Australien.
Arten föredrar strömmande vatten med komplex undervattensstruktur i form av ihoptrasslade stockar, flodbanker där kanterna eroderats under vattenytan, samt oregelbundna steniga substrat. Det är sällsynt att Elseya albagula hittas i stillastående vatten i dammar eller överfallsvärn, om dessa inte är anknutna till fritt strömmande vatten. Arten lever inte i bräckt vatten.